# Сумская улица (Харьков)
Сумска́я улица (с 1924 по 1941 год — улица Карла Либкнехта) — главная улица города Харькова. Соединяет площадь Конституции с Центральным
парком и Лесопарком, в Лесопарке переходя в Харьковское шоссе, а далее — в трассу M-20 до границы с Белгородской областью. Дальнейшим продолжением является трасса M2 до пересечения МКАДа и Варшавского шоссе.
Исторически по улице пролегал путь в город Сумы.
К Сумской улице прилегает площадь Свободы (бывш. площадь Дзержинского). На участке от площади Поэзии (здания Госбанка) до площади Свободы улица замощена брусчаткой. Улица разделена между двумя административными районами Харькова: нечётная (западная) сторона находится в Шевченковском районе (бывшем Дзержинском), чётная (восточная) сторона — в Киевском.

## История
Улица возникла как дорога на Сумы во второй половине XVII века.
До конца XVIII века Сумская была очень короткой и заканчивалась на месте нынешней Театральной площади, по территории которой проходил городской оборонительный вал.
На месте нынешнего сквера Победы стояла каменная Мироносицкая церковь, за которой находилось закрытое в 1804 году городское кладбище. До 1840 года оно наводило ужас на горожан, поскольку в его склепах и часовнях по ночам собирались и ночевали бродяги и уголовные элементы.
В 1852 году было открыто продолжение улицы через Сокольники на Белгород — Сумское шоссе (новая Белгородская дорога), с регулярным движением почтово-пассажирских дилижансов на Москву.
В 1883 году по Сумской от Ветеринарного института (новый Дворец пионеров) на Москалёвку началось движение конки.
В 1900-е годы в помещении аптеки на углу Сумской и Рымарской находилась явка большевиков. Именно туда за адресом конспиративной квартиры пришёл прибывший в январе 1905 года на партийную работу в Харьков Артём. Затем он жил в здании по Сумской улице, 50.
В 1893—1895 годах на южной границе Сокольников был заложен и в 1907 году торжественно открыт загородный Николаевский парк с парадным входом с улицы Сумской. Финансирование парка осуществлялось за счёт харьковцев, многие из которых, особенно студенты и гимназисты, непосредственно участвовали в посадке деревьев. В итоге первоначально планировавшаяся площадь парка в 40 десятин была увеличена до 90 десятин (98 га). Планировка аллей подражала Булонскому лесу в Париже: объединённые в вытянутое кольцо Каштановая и Липовая аллеи (называвшиеся также Экипажными) предназначались для конных прогулок.
В 1938 году парк получил имя писателя А. М. Горького.
В 1916 году на улице Сумской произошло крупнейшее в России ограбление банка польскими «гастролёрами», которое расследовал столичный следователь Аркадий Францевич Кошко.
В 1917 году застройка Сумской заканчивалась на границе нынешней ул. Маяковского.
В доме Бергера (тогдашний номер 82) в 1919 году находилась ВЧК. Утром 22 июня (н. ст.) 1919 года, в начале неудавшегося белого восстания, офицеры под командование полковника Двигубского напали на ЧК, заняли 4 этажа и освободили 45 арестованных.
С 1930-х до 1946 года на месте сквера Победы и Стеклянной струи находился троллейбусный круг.
В семиэтажном здании по Сумской улице, 100, в годы немецкой оккупации в 1942—1943 годах помещалось городское гестапо (SD)[уточнить].

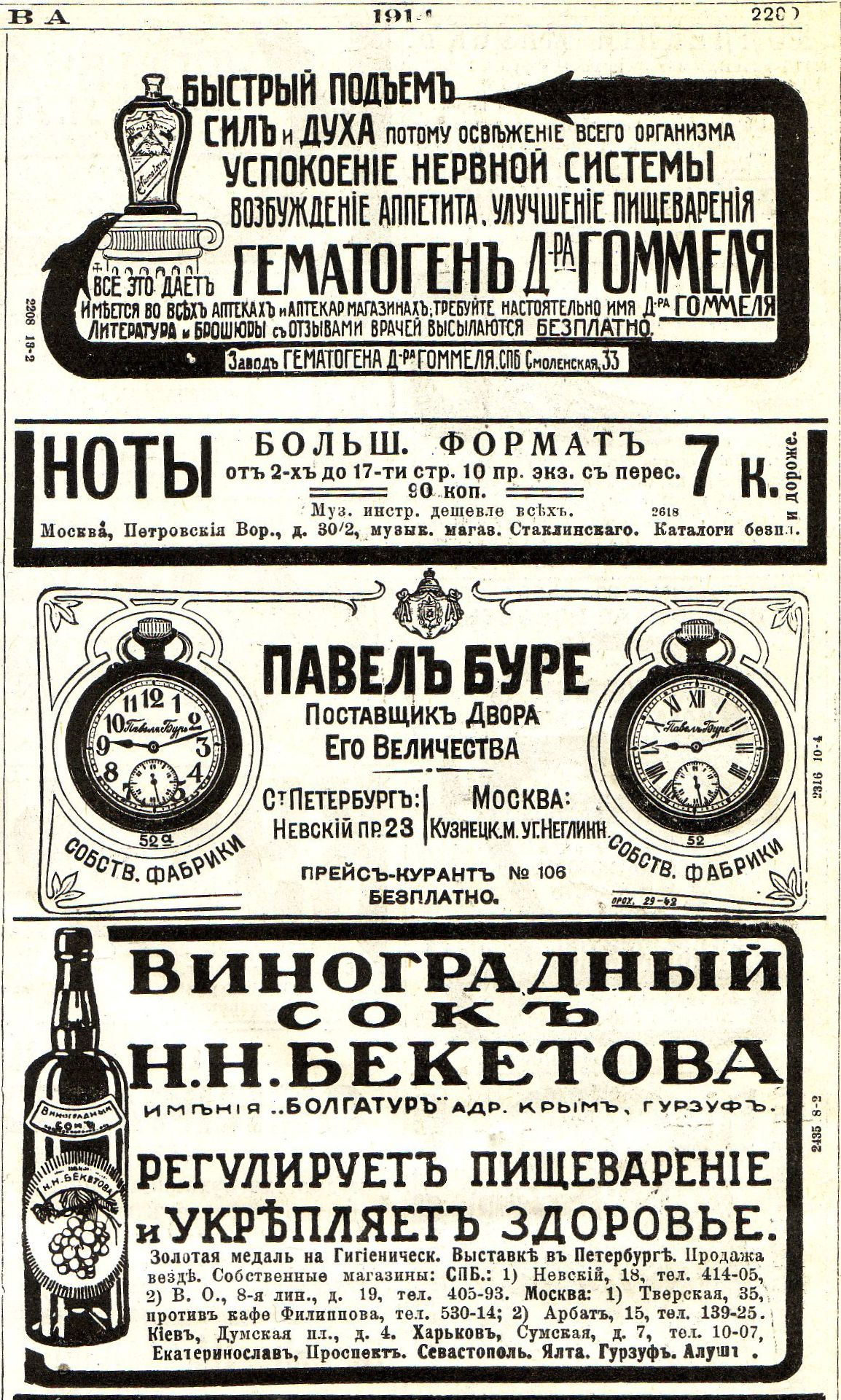
Реклама виноградного сока Н.Бекетова. Магазин на Сумской, 7. 1914

## Памятники архитектуры

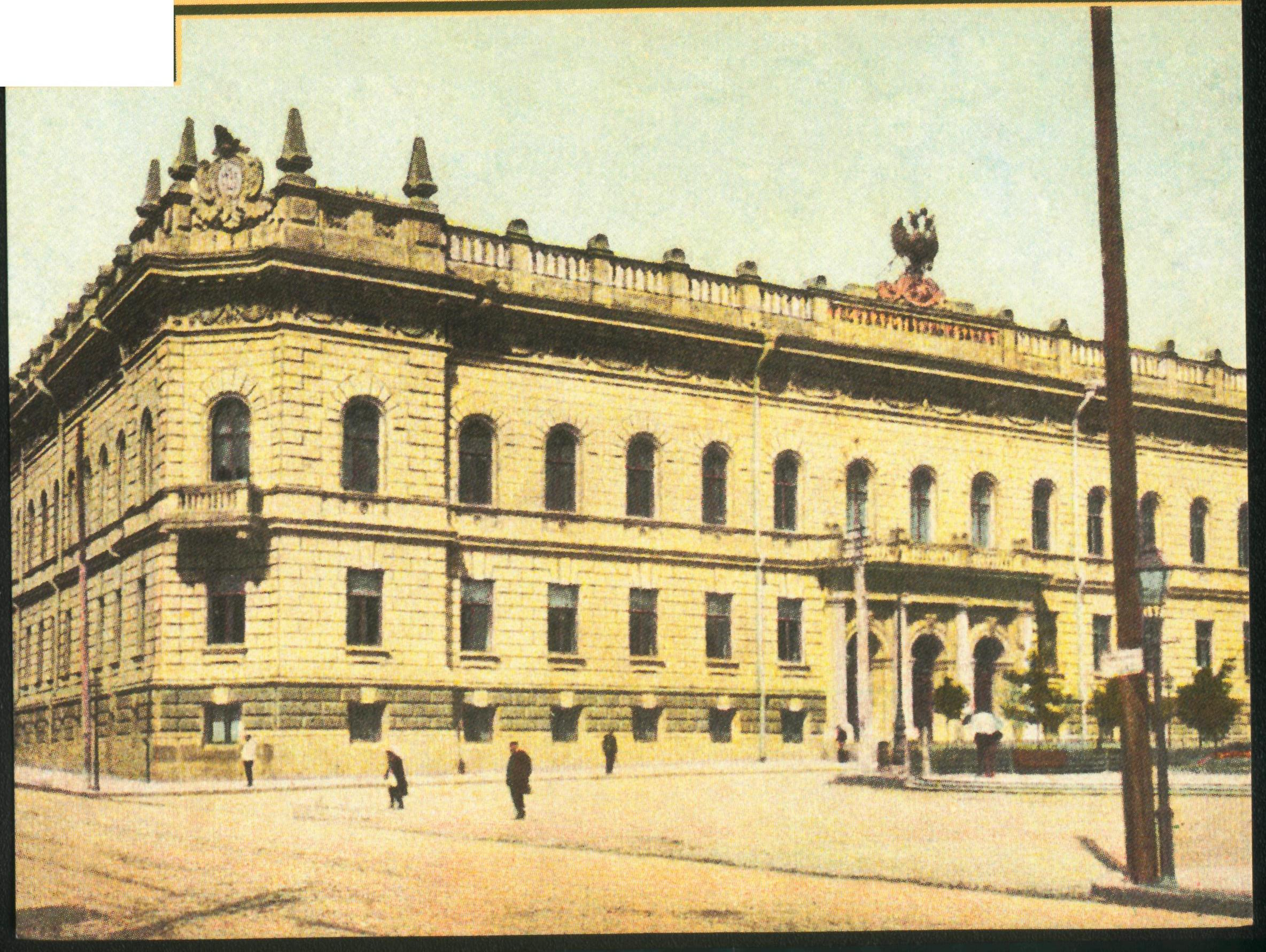
Государственный Банк Российской империи, 1900

Памятный знак на доме, в котором в 1928—1929 годах жил В. К. Блюхер

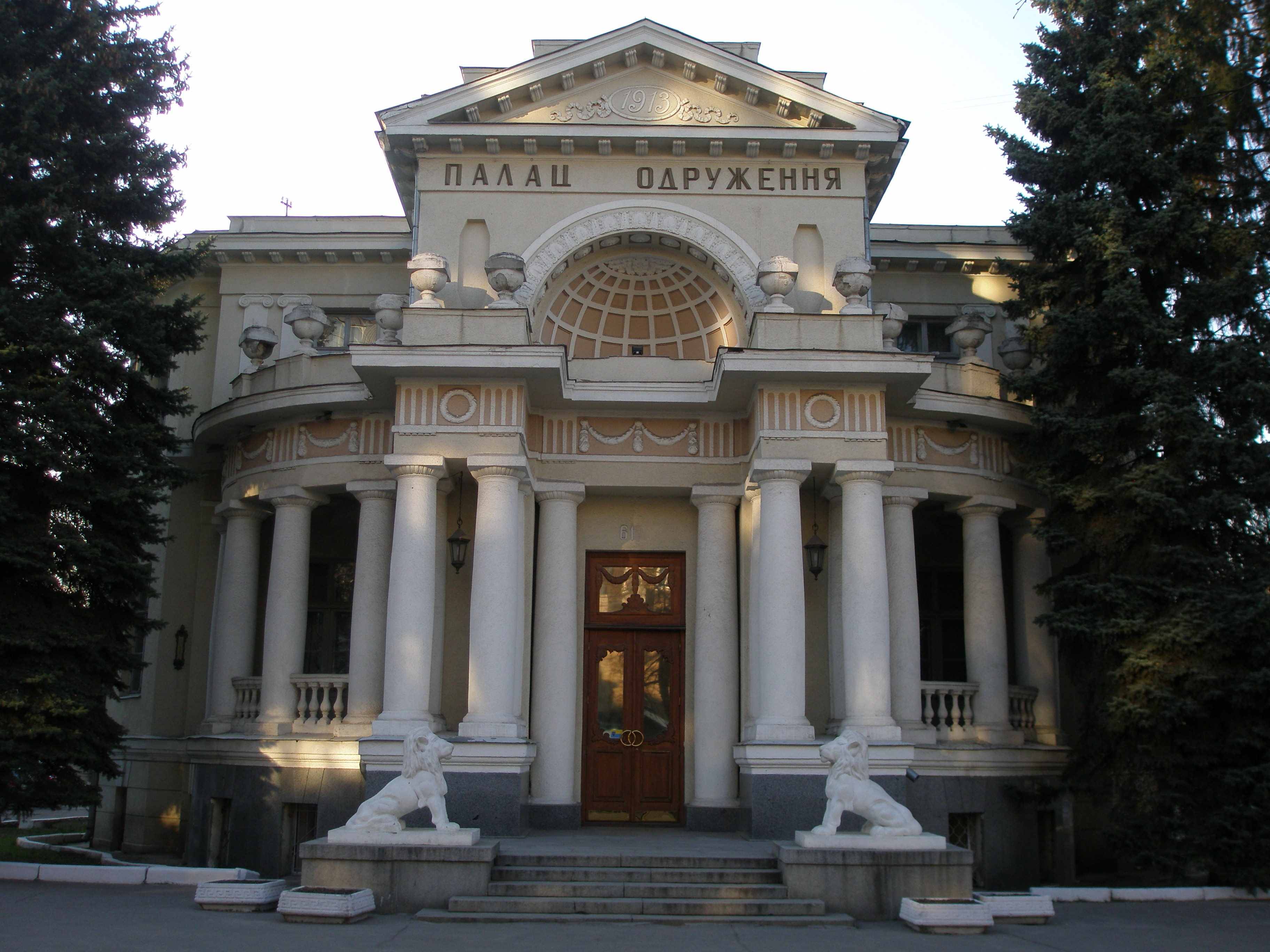
Дворец бракосочетания

- Сумская, 1. Угловое здание напротив градусника и автотранспортного техникума, бывший Северный банк, бывший Русско-Азиатский банк, архитекторы О. Р. Мунц и А. К. Шпигель, 1910 год.
- Сумская, 9. Театр им. Шевченко (назван в 1934), первоначально театр Млотковского, архитектор А. А. Тон, 1842, здание перестроено в 1893 по проекту Б. Г. Михайловского, восстановлено после войны в 1950-х годах.
- Сумская, 12. Госбанк, б. Государственная банковская контора, 1900, здание надстроено в 1930-х годах по проекту академика А. Н. Бекетова.
- Сумская, 18 и 20. Радиотехнический техникум, бывший Дом Совета Съезда горнопромышленников Юга России, два симметричных 4-этажных здания, архитекторы братья Загоскины, 1902—1906.
- Сумская, 17. Саламандра, жилой дом одноимённого страхового общества, арх. Н. Н. Верёвкин, 1914—1917.
- Стеклянная струя (другое название — Зеркальная струя), в сквере Победы, архитекторы А. М. Касьянов, В. И. Корж и А. С. Маяк, 1947.
- Сумская, 40. Здание ХИСИ — Инженерно-строительного института, ныне ХНУСА, памятник архитектуры конструктивизма, архитектор А. Г. Молокин, 1927—1929.
- Сумская, 52. Усадьба А. Красовской (1874—1877 гг). В 1880 году второй владелицей, кроме Красовской, становится жена статского советника Теофила (Феофила) Альдбертовна Полюта. В 1883—1895 г оба эти участка принадлежат кандидату прав Ивану Осиповичу Фесенко. В 1893 году в доме Фесенко была горловая и ушная лечебница доктора Данина. В 1897—1916 гг владельцем был статский советник, горный инженер Николай Степанович Авдаков. В 1898 г он перестраивает дом в готическом стиле по проекту архитектора В. Г. Кричевского. Здание в псевдоготическом стиле прежде было одноэтажным (арх. Г. Я. Стрижевский, 1874 г.), в 1910 г. оно было надстроено на один этаж по проекту И. И. Загоскина и В. Кричевского — известного мастера украинского модерна. До революции в этом доме находилась частная лечебница врача-фтизиатра А. Н. Авдаковой. В этом здании в 1910 г. доктором Алпатьевой было открыто первое в Харьковской губернии специализированное противотуберкулёзное отделение, как частное противочахоточное заведение, которое просуществовало почти 100 лет.
- Памятник Тарасу Шевченко работы скульптора М. Г. Манизера и архитектора И. Г. Лангбарда, 1935—1936, отлит в Ленинграде, высота 16,5 м, вес металлической части 30 тонн. Немцы во время оккупации памятник не тронули.
- Сумская, 61. Дворец бракосочетания, бывш. особняк Юзефовича (Иозефовича), владельца газеты «Южный край», архитектор И. Горохов, стиль ампир, 1913.
- Сумская, 25/27. Здание Харьковского оперного театра.
- Сумская, 44. Дом Аладьиных, стиль эклектика, 1912.

Пять объектов, выходящих непосредственно на улицу Сумскую, стали официальными символами Харькова: фонтан/беседка Стеклянная струя (главный символ), вид площади Конституции (третий), вид площади Свободы (6-й), памятник Шевченко (8-й) и Театр оперы и балета (12-й).
В 2008 году в зоне исторической застройки Александр Фельдман построил косое чёрное офисное здание «Чёрный квадрат» (Platinum plaza) (Сумская, 70) в стиле деконструктивизм.

## Сумская улица в популярной культуре
- Известны противоречивые стихи Маяковского про Харьков и Сумскую улицу
- У группы Чиж & Co упоминается в песнях «Буги-Харьков» и «Она не вышла замуж»[8]

## Галерея

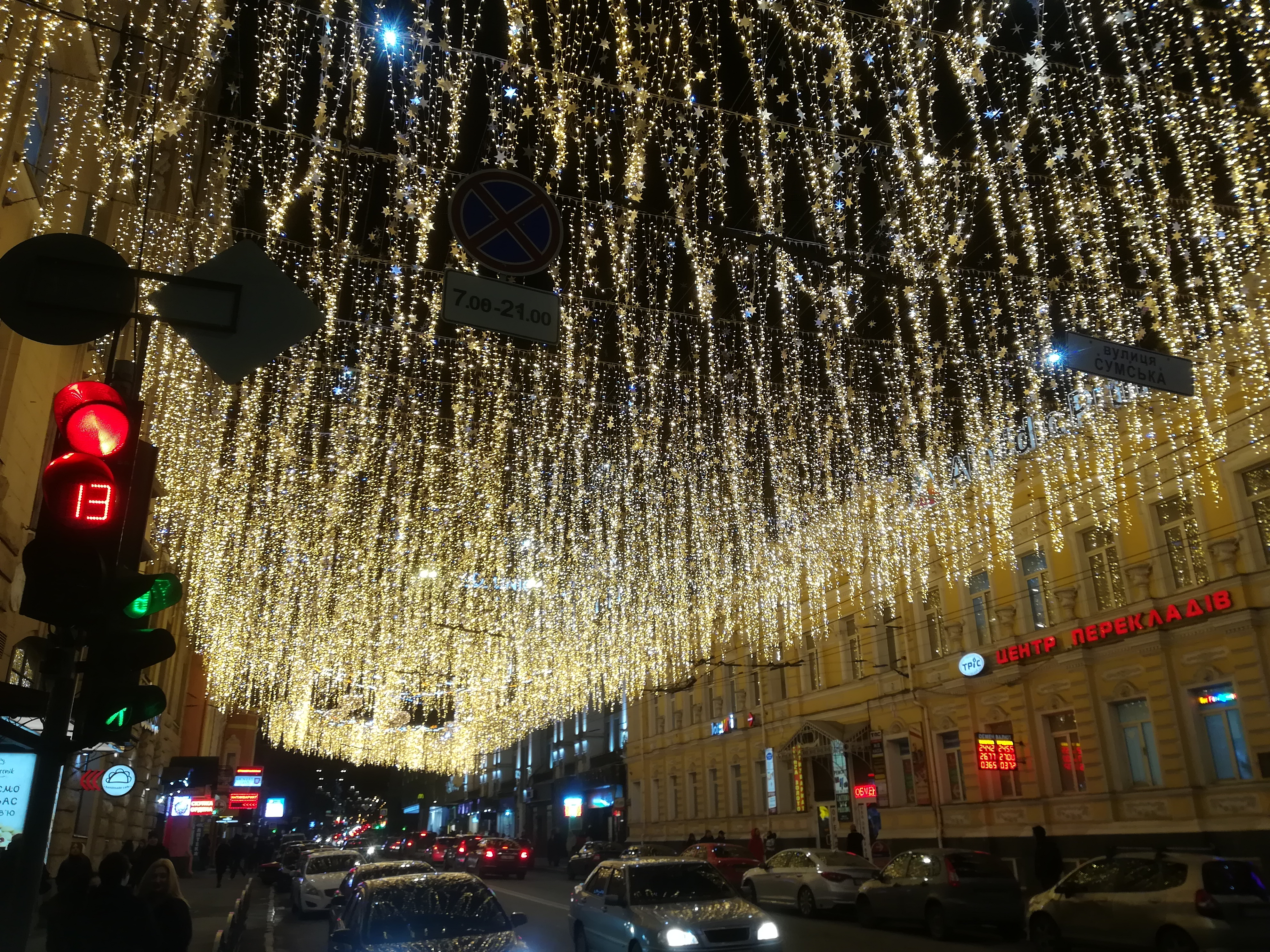
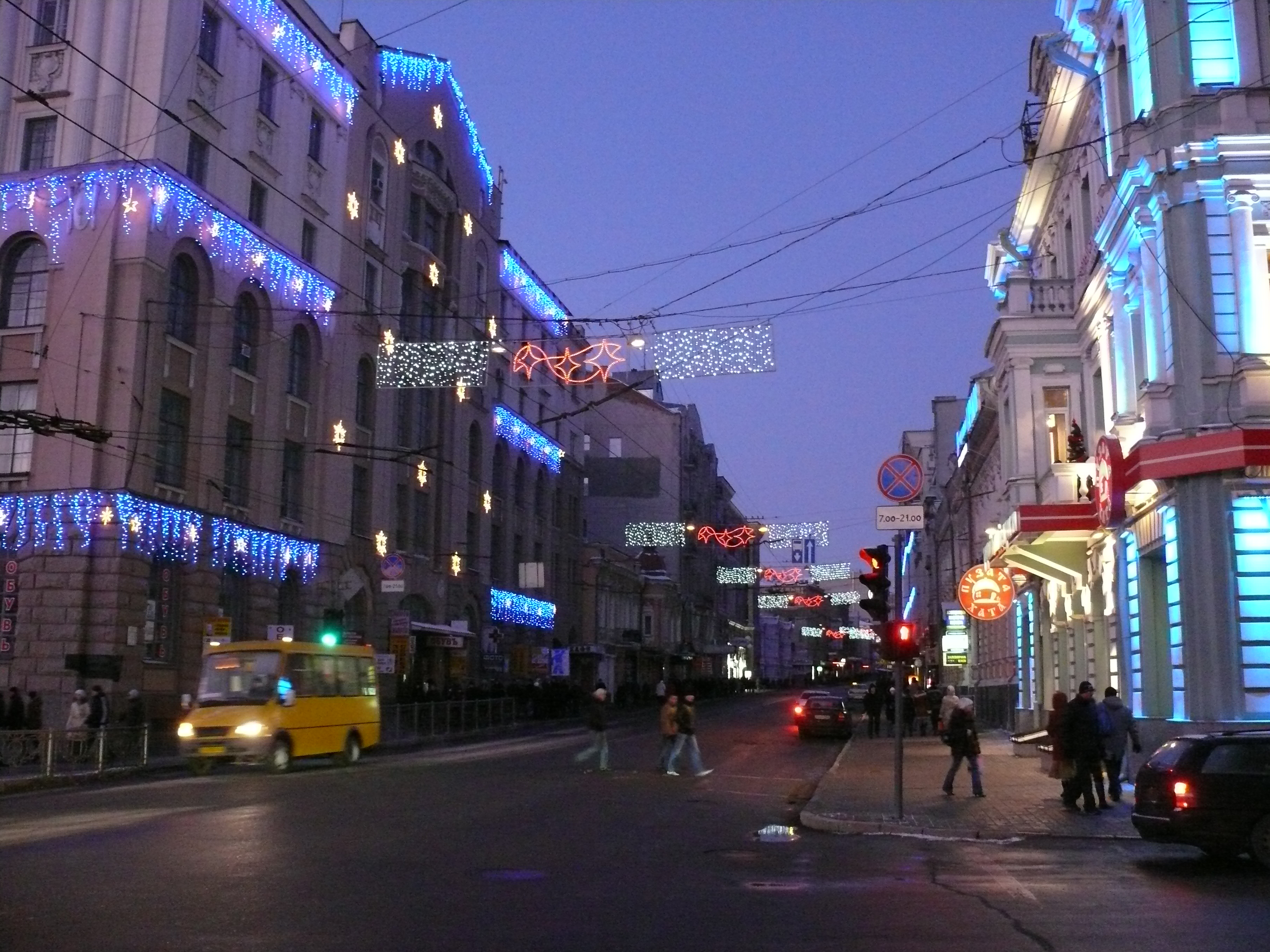
Начало улицы в сумерках. Вид вверх с пл. Конституции
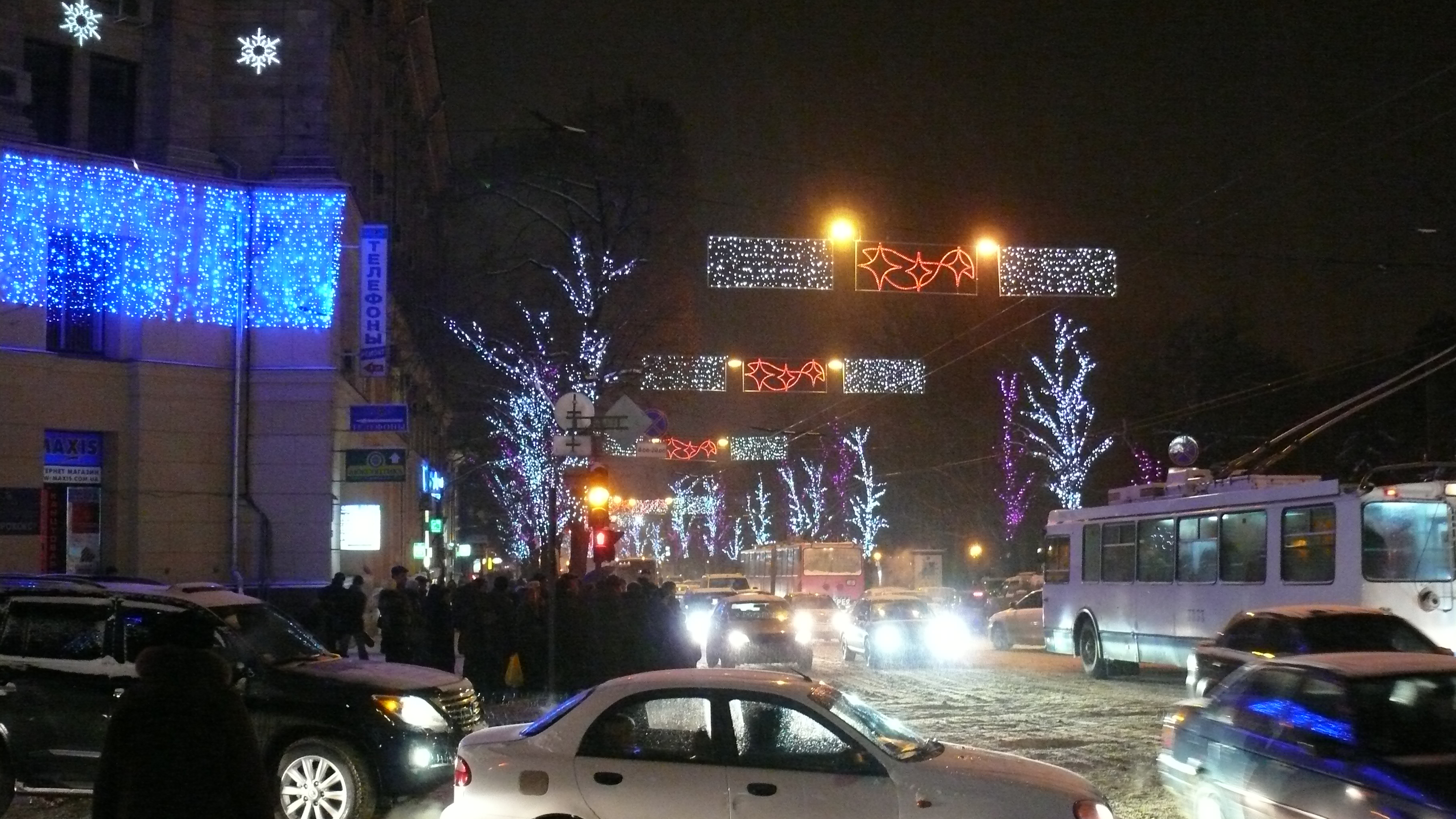
Перекрёсток с улицей Иванова. Вид вниз
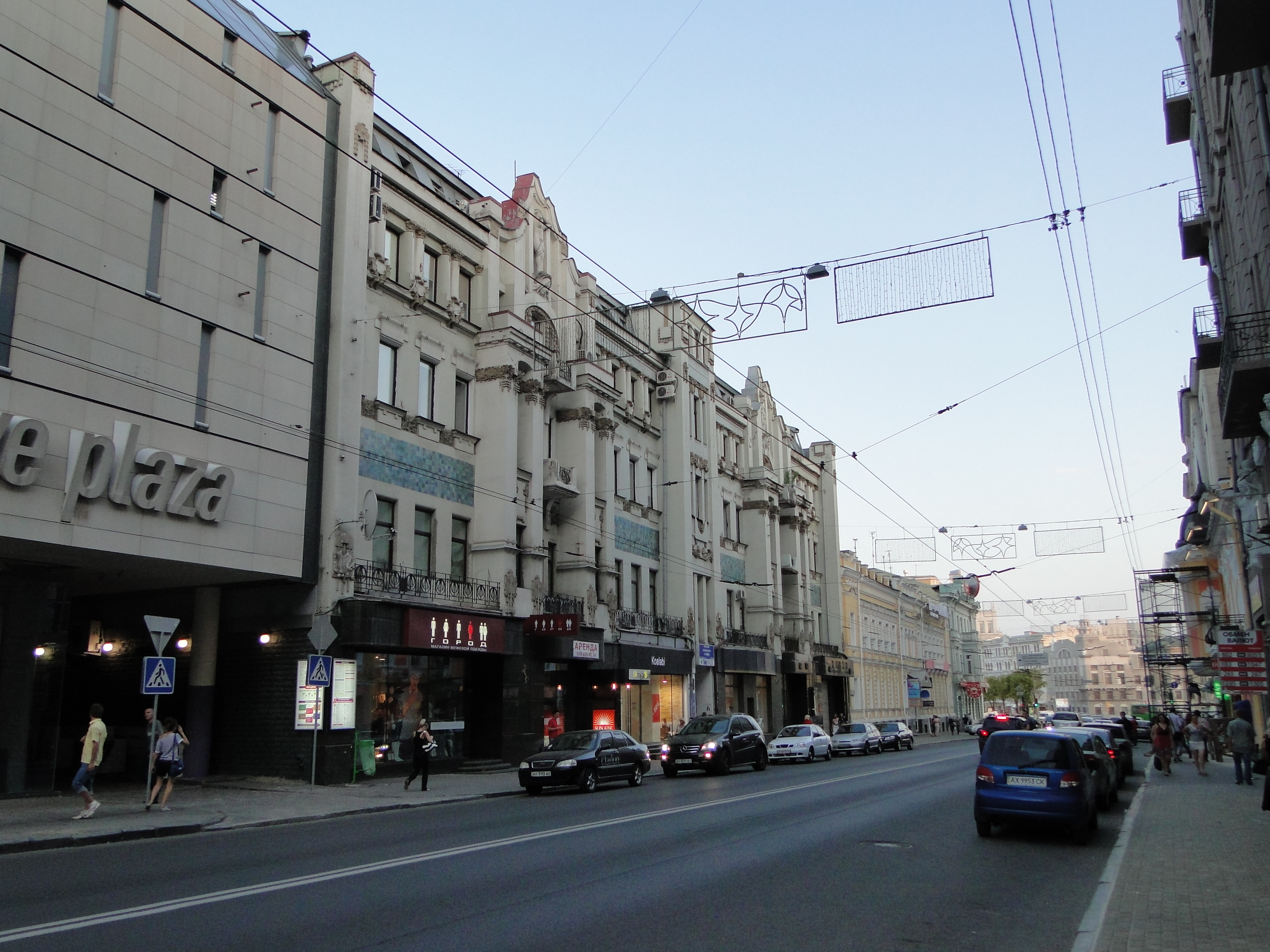
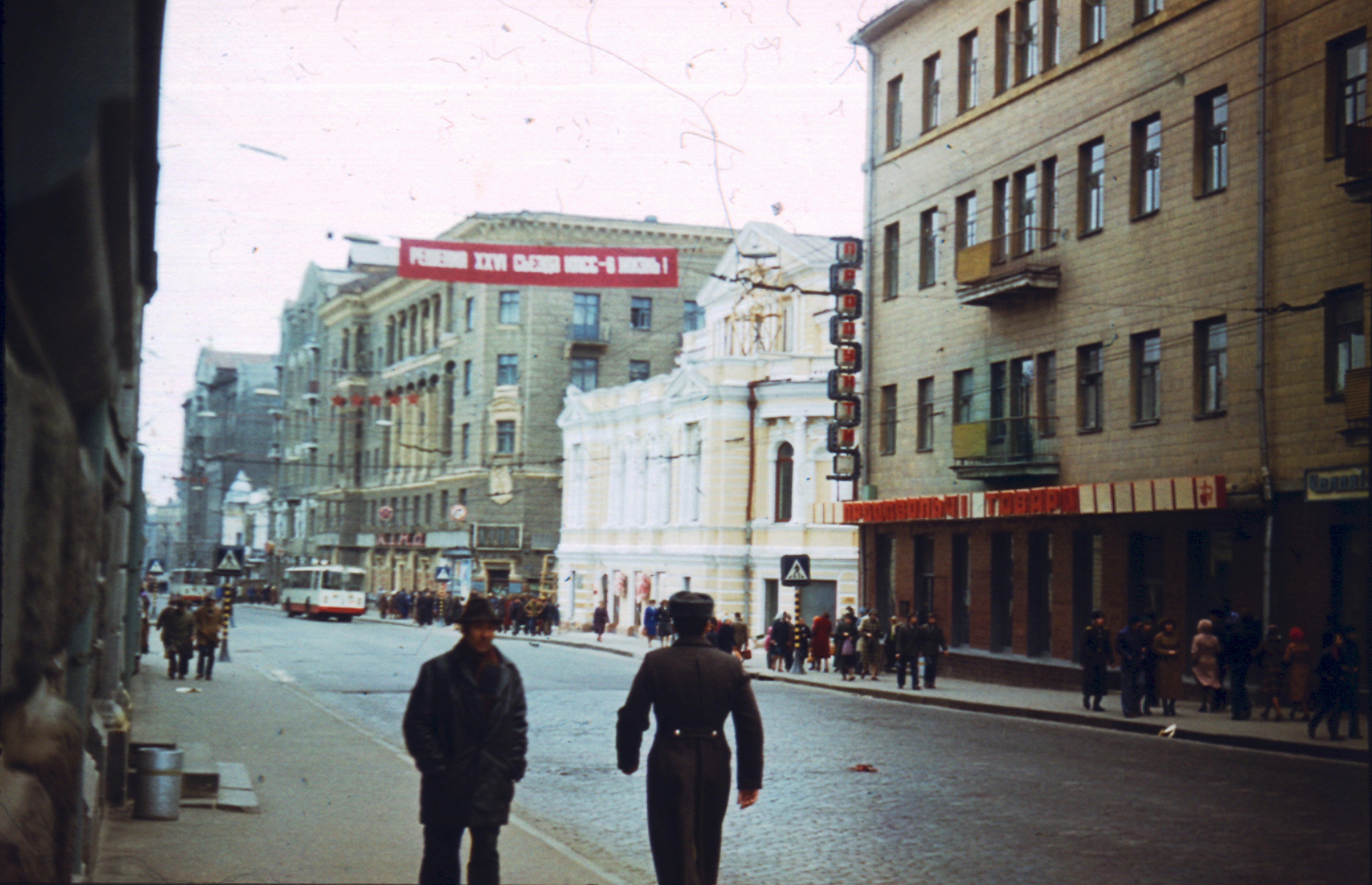
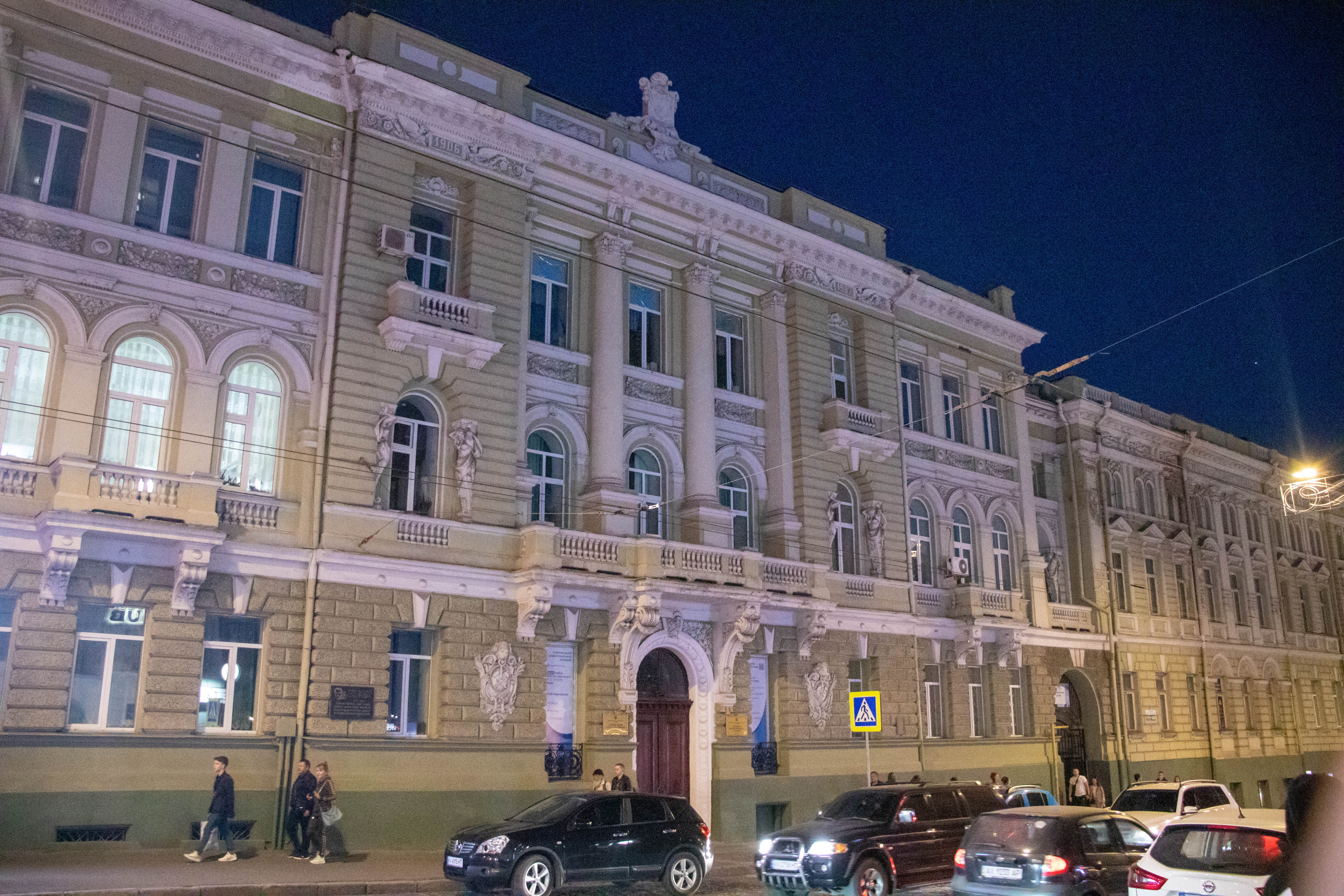
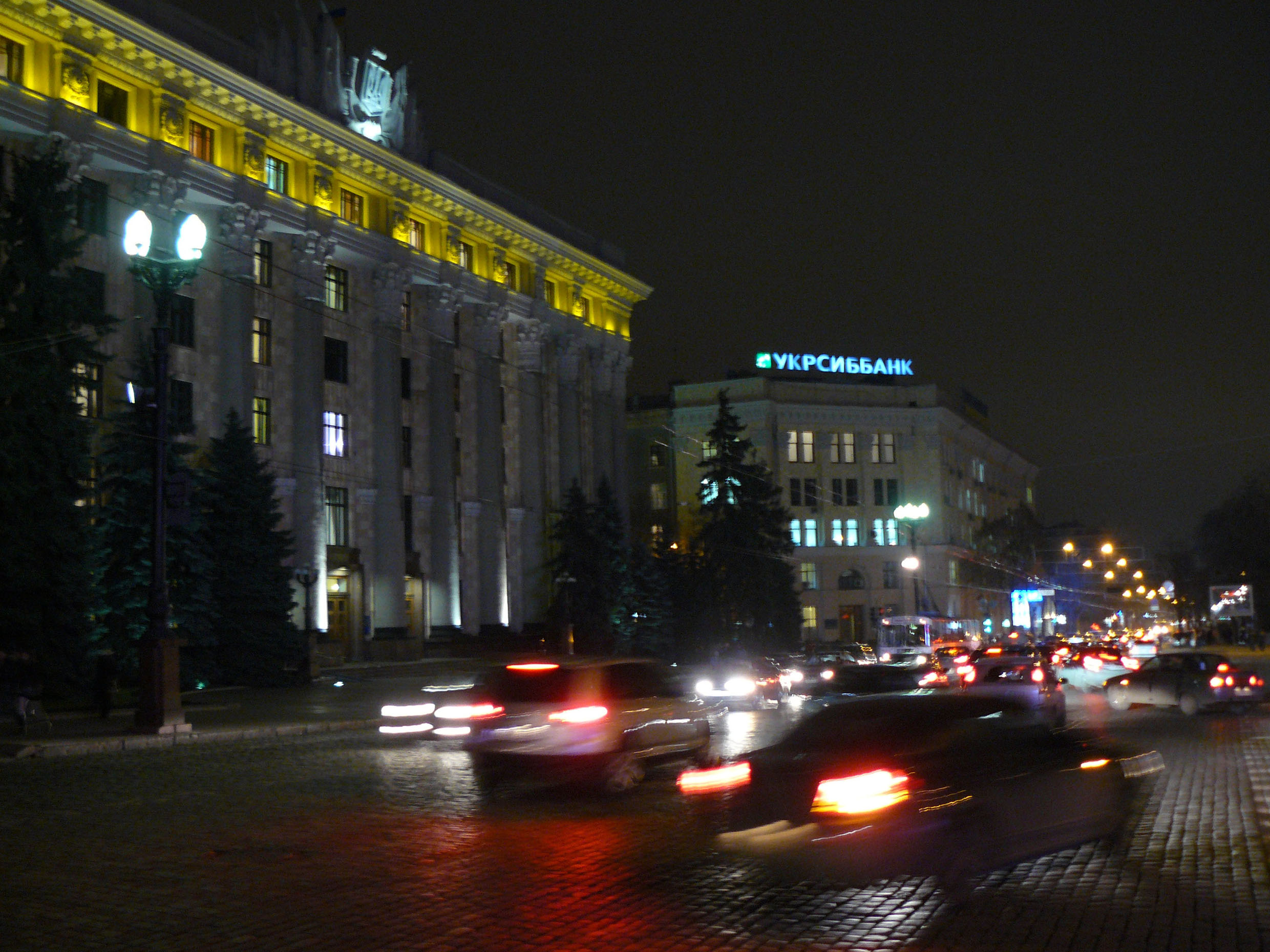